# Circuladô de Fulô
Circuladô de Fulô é uma banda brasileira de forró universitário/reggae criada em 2000 em São Paulo.

## História
Frequentadores do circuito de forró universitário em São Paulo, os jovens músicos Júnior, Gustavo e Edu Ribeiro, que tinham amigos em comuns, acabaram se encontrando. Sendo assim desse o encontro surgiu a ideia de formar uma banda. Nascia então, no ano de 2000, o Circuladô de Fulô
Em 2003, Edu Ribeiro sai da banda para seguir carreira solo e em seu lugar, assume o vocalista André Garibaldi da banda Kanaviá.Sendo assim, o grupo se manteve ativo e lançando vários outros sucessos nas paradas. Porém, em dezembro de 2015, André Garibaldi sai da banda para seguir novos rumos, dando lugar a Gustavo Brunatti. Atualmente a banda segue em ativa com o vocalista Thiaguinho.

## Integrantes

### Formação atual[2]
- Thiaguinho - voz
- Eduardo Wenceslau - Guitarra
- Gustavo Pescoço - zabumba

### Formação inicial
- Edu Ribeiro - voz e violão
- Júnior - Backing vocal, percussão e triângulo
- Gustavo - Backing vocal e zabumba
- Rodrigo Sá - Backing vocal, percussão e berimbau
- Eduzinho - Backing vocal,  guitarra base, guitarra solo e violão
- Juscelino Queiroz - Backing vocal e acordeão

### Ex integrantes
- Gustavo Brunatti - voz

## Discografia
- Circuladô de fulô (EMI - 2001)
- Levitar (Unimar Music - 2004)
- Circuladô de Fulô ao Vivo (Band Music - 2006)
- A história continua (Máximo Produtora - 2014)
- Lual (Radar Records - 2016)

- Circuladô de Fulô 15 Anos (Deck Disc - 2019)